# 파워 글러브

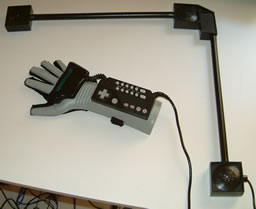
파워 글러브

파워 글러브(Power Glove)는 1989년 NES용으로 출시된 컨트롤러다. 미국에서는 마텔이, 일본에서는 PAX사가 생산을 맡았다. 정식 라이선스를 받은 제품이었으나, 닌텐도는 이 주변 장치의 설계나 발매에 전혀 관여하지 않았다. 이것은 텔레비전 또는 컴퓨터 스크린에 인간의 손동작을 구현하는 최초의 주변 장치 컨트롤러였다. 그리고 이것은 미국에서만 거의 100,000대가 생산되고 판매되는 등 상업적으로도 성공적이었다. 그러나 부정확한 조작성, 아이템을 이용하는 것이 어렵거나 불가능하기 때문에 게이머들로부터 조롱받기도 했다.

## 작동 방식
글러브에는 전통적인 NES 콘트롤러 버튼과 프로그램 버튼 그리고 0에서 9까지의 숫자 버튼들이 있었으며, 이 버튼들을 눌러 다양한 것을 할 수 있다. 게이머는 콘트롤러와 함께 화면상의 캐릭터를 조작하기 위해 손을 이용할 수도 있었다.